# Wembley Stadium
 Ikke at forveksle med Det oprindelige Wembley Stadium fra 1923.
Wembley Stadium, også bare kaldet Wembley, er et engelsk fodboldstadion i bydelen Wembley i London. Det har plads til 90.000 siddende tilskuere, og er dermed det største stadion i Europa der kan overdækkes med tag. Stadionet benyttes til fodbold, atletik og koncertarrangementer.
Ved Sommer-OL 2012 blev flere fodboldkampe, bl.a. finalekampene i både herrernes og kvindernes turnering, afviklet på Wembley Stadium.
Det tidligere stadion på stedet, Wembley Stadium (officielt Empire Stadium), der blev indviet i 1923, var som Englands nationalstadion et af verdens mest berømte og karakteristiske fodboldstadioner. I 2002 blev det revet ned, og man begyndte at bygge et nyt stadion med planlagt åbning i 2006. Byggeriet blev imidlertid forsinket, og først den 9. marts 2007 kunne nøglerne til det nye byggeri overdrages det engelske fodboldforbund, The Football Association.

## De første kampe
Den første officielle kamp i FIFA regi på det nye stadion var en U-21 kamp mellem England og Italien den 24. marts 2007. Kampen blev spillet foran 60.000 tilskuere, og endte uafgjort 3-3. Den første målscorer på stadionet blev Italiens Giampaolo Pazzini, som allerede efter 25 sekunders spil i første halvleg, kunne bringe Italien foran.
Pazzini scorede yderligere to gange i anden halvleg, og blev dermed også den første at lave et hattrick på det ny stadion. Den første englænder, der scorede på det nybyggede stadion var David Bentley, der sendte bolden i mål på et frispark.
Uofficielt er det dog englænderen Mark Bright, der har æren for det først scorede mål, idet han i en velgørenhedskamp mellem Geoff Thomas Foundation Charity XI og Wembley Sponsors Allstars den 17. marts 2007 på The Wembley Stadium Community Day sendte bolden i netmaskerne.

## Koncerter
Den engelske sanger George Michael blev den første solist, der optrådte på stadionet, da han gav koncert den 9. juni 2007, og det engelske rockorkester Muse blev med en koncert den 16. juni samme år, det første band som spillede. En globalt tv-transmitteret mindekoncert for Prinsesse Diana, Concert For Diana, blev afviklet på Wembley Stadium den 1. juli 2007. Blandt de mange artister, der optrådte ved denne lejlighed, var Elton John, Duran Duran og Rod Stewart. BTS blev det første koreanske band der fik udsolgt på Wembley Stadium; Billetterne blev solgt på under 90 minutter.[kilde mangler]

## Nogle stadiondata
- De berømte tvillingetårne på det tidligere stadion er blevet erstattet af en triumfbue, der rejser sig 133 meter over jorden
- Taget på det nye stadion rejser sig 52 meter over banen, mens tvillingetårnene på det gamle kun var 35 meter høje
- Det nye stadion har en ydre omkreds på 1,2 kilometer
- Der er to storskærme på Wembley Stadium, der hver har samme størrelse som 600 almindelige tv-skærme
- Der er 2618 toiletter til deling mellem de 90.000 tilskuere, hvilket gør Wembley til den "bygning" i hele verden med flest toiletter
- Hvis man lægger alle 90.000 sæder på række, ville de strække sig 54 km
- Taget alene vejer omkring 7000 ton
- Der er brugt 90.000 m³ beton og 23.000 ton stål til byggeriet
- Tilskuerne på Wembley Stadium har mere benplads, end der var i den royale loge på det gamle stadion
- Byggeriet har kostet 750 mio. pund eller godt 7,89 mia. kr. (2007 priser)
- Stadionkapaciteten på Wembley svarer til Blackpools, Fulhams og West Hams' stadionkapaciteter til sammen